# Suning.com
Suning.com, precedentemente nota come Suning Commerce Group, è una società ad azionariato diffuso cinese che opera nel settore della vendita al dettaglio di elettrodomestici e prodotti elettronici. Dal 2004 è quotata alla Borsa di Shenzhen. Al 2021 risulta il 328º gruppo al mondo per fatturato nella Fortune Global 500. Al 2023 è alla 1689ª posizione delle compagnie più influenti al mondo, secondo l'elenco della Forbes Global 2000.
Suning.com copre categorie che includono beni fisici come elettrodomestici, prodotti per la casa, prodotti 3C, libri, articoli di merchandising, cosmesi, prodotti per la cura del bambino, prodotti di contenuto e beni di servizio con un numero SKU totale superiore ai 3 milioni. La società ha oltre 10 000 negozi in oltre 700 città tra Cina, Hong Kong e Giappone, e dispone inoltre di una piattaforma di e-commerce con più di 600 milioni di utenti registrati.

## Storia

### Nascita e sviluppo
Suning.com è stata fondata il 15 maggio 1996, già Suning Commerce Group, Suning Appliance (cinese: 苏宁云商集团股份有限公司): società che opera nel settore della vendita al dettaglio, dall'imprenditore Zhang Jindong e ha sede a Nanchino, capoluogo della provincia dello Jiangsu.
Il 26 dicembre 1990 è stato aperto il primo negozio specializzato di condizionatori Suning a Nanchino, in Cina. Il 15 maggio 1996 è stata costituita Suning Domestic Appliance Co., Ltd. Nel 2000 la società è stata ribattezzata Suning Domestic Appliance (Group) Co., Ltd. e quindi Suning Appliance Chain Store (Group) Co., Ltd.
Nel luglio 2004 Suning Appliance Chain Store (Group) è stata quotata su SZSE. Al 31 dicembre 2004, il fondatore e presidente Zhang Jindong possedeva il 35,12% del capitale, seguito da Jiangsu Suning Appliance Co., Ltd., che era la società madre di Suning Appliance Chain Store (Group) Co., Ltd., per il 18,29% del capitale. Chen Jinfeng (cinese : 陈金凤) possedeva l'8,78% del capitale. Inoltre, Liu Xiaomeng , Zhang Jindong, Sun Weimin (CEO di Suning) e Chen Jinfeng possedevano rispettivamente il 42%, 28%, 18% e 12% del capitale di Jiangsu Suning Appliance, nel 2002.
Nel 2005 Suning Appliance Chain Store (Group) è stata rinominata Suning Appliance Co., Ltd.
Nel 2009 ha acquistato la catena di vendita al dettaglio Citicall (come Citicall Retail Management), che è diventata Hongkong Suning Commerce Co., Ltd., per 35 milioni di HK $ e non più di 180 milioni di HK $ per le immobilizzazioni.
Nel 2011 ha esplorato gradualmente l'integrazione multicanale online e offline.
Il 19 febbraio 2013 ha annunciato di cambiare il nome dell'azienda in Suning Commerce Group Co., Ltd. (cinese: 苏宁云 商 集团 股份有限公司).

### Lo sbarco negli Stati Uniti d'America

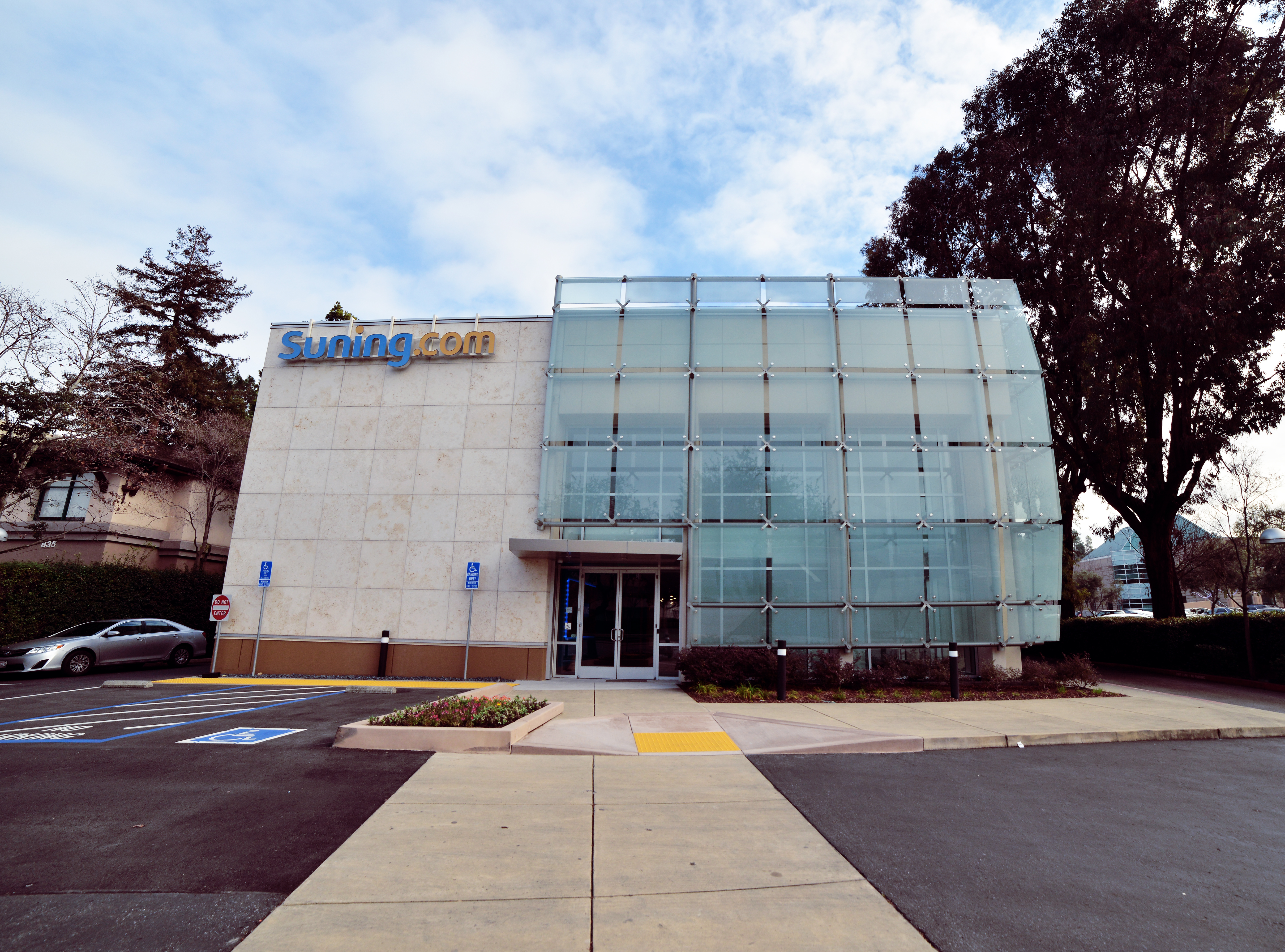
Sede Suning.com di Palo Alto nella Silicon Valley.

Il 19 novembre 2013 a San Francisco, negli Stati Uniti d'America, è stato inaugurato il Suning US R & D Center and Silicon Valley Research Institute nella Silicon Valley. Il presidente di Suning, Zhang Jindong, ha annunciato ufficialmente l'avvio del primo istituto di ricerca al mondo. Suning ha chiaramente pubblicato la One-Wing Internet Roadmap, la ricerca della struttura farà progredire il modello di business offline-to-online (O2O) (strategia aziendale che attira potenziali clienti dai canali online per effettuare acquisti nei negozi fisici) di Suning e rafforzerà le sue capacità di back office, che includono big data, ricerca intelligente, calcolo ad alte prestazioni, Internet banking per migliorare l'efficienza operativa del settore vendita al dettaglio.
Nell'ottobre 2015, PPTV è stata venduta al presidente Zhang Jindong attraverso una consociata di Suning Culture Investment Management per 398,4102 milioni di $. Nell'esercizio finanziario 2015, il reddito totale del Gruppo Suning Commerce su base consolidata è stato di 1,01168 miliardi di RMB.

### L'arrivo di Alibaba Group
(Zhang Jindong fondatore e presidente di Suning.com.)
Nel 2016 Alibaba Group ha investito 28,3 miliardi di yuan (circa 4,2 miliardi di euro) per rilevare il 19,99% del capitale di Suning Commerce (Suning.com). Dopo la chiusura dell'investimento in Suning, Alibaba sarà il secondo azionista della società.
Il 3 giugno 2016, Suning Commerce Group ha emesso circa 2,3 miliardi di nuove azioni in Taobao (Cina) Software Co. Ltd., una controllata del gruppo Alibaba. La collaborazione strategica tra Alibaba e Suning segna l'integrazione del retail digitale e offline. Questa collaborazione strategica porterà vantaggi a centinaia di milioni di consumatori cinesi che utilizzano le piattaforme online di Alibaba e i canali offline di Suning. Collaborando, Alibaba e Suning saranno in grado di fornire esperienze di acquisto olistiche e più convenienti, nonché un servizio clienti di qualità superiore agli utenti che desiderano acquistare online e tramite dispositivi mobili.
(Jack Ma presidente esecutivo di Alibaba Group.)
Nell'ambito della transazione, Alibaba e Suning hanno stipulato un accordo di collaborazione strategica per costruire sinergie nell'e-commerce, nella logistica e nel business incrementale attraverso iniziative omnicanale congiunte. Nell'ambito della collaborazione, Suning aprirà un flagship store (tipologia di punto vendita) sulla piattaforma Tmall.com di Alibaba, concentrandosi su elettronica di consumo, elettrodomestici e prodotti per l'infanzia.

### La costruzione di Complessi multifunzionali

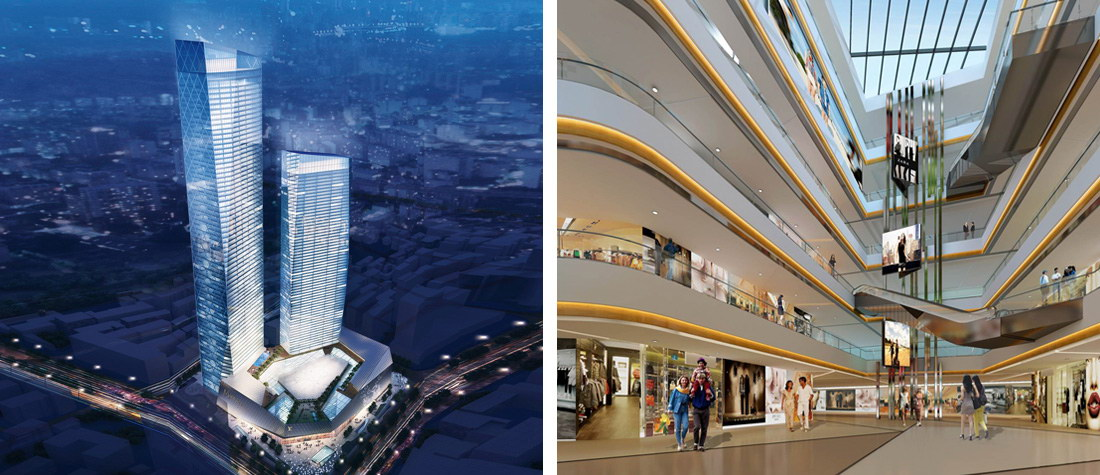
Il rendering del Suning Plaza Wuxi.

Con la collaborazione della società della famiglia Zhang Suning Real Estate, nel corso degli anni iniziano a nascere complessi e grandi progetti dedicati a strutture commerciali e direzionali di fascia alta denominati "Suning Plaza". Nascono i primi complessi commerciali che ospitano centri commerciali, uffici, appartamenti e hotel di lusso. In questo settore, Suning Real Estate, nel corso degli anni ha realizzato complessi come il Wuxi Suning Plaza 1 di Wuxi, con grattacielo di 68 piani sviluppati su 328 metri di altezza inaugurato nel 2014; Suning Plaza Complex di Zhenjiang, caratterizzato da una torre alta 77 piani per 338 metri e una torre di 62 piani di 219 metri di altezza.
La parte superiore del grattacielo n° 1 è occupata da 318 camere dell'hotel a cinque stelle Hyatt Regency Zhenjiang, ospita un centro commerciale multi-livello "Suning Square", aree espositive e gallerie, mentre nella torre n°2 due ci sono appartamenti di residenziali di lusso, uffici e un centro commerciale.
Il format "Suning Plaza" è quello imporsi all'attenzione dei grandi marchi internazionali della moda e del lusso quale contesto privilegiato per lo sviluppo retail in città dall'alto potenziale sotto il profilo dei consumi di fascia alta. Nei circa 350.000 mq del "Xuzhou Suning Plaza", complesso immobiliare multi-destinazione, trovano spazio anche uno shopping mall con marchi del lusso italiano quali Emporio Armani, Versus e Furla, marchi francesi come Louis Vuitton, Givenchy e Dior altri marchi del lusso quali Hugo Boss, Michael Kors e Vivienne Westwood. Inoltre è presente un hotel a 5 stelle della catena Hyatt Regency, attività di intrattenimento come cinema e ristoranti, uffici direzionali e appartamenti di lusso.
Nell'aprile 2016 Suning Commerce ha acquisito una partecipazione del 4,90% in Nubia Technology (ZTE) dal presidente Zhang Jindong per 283,7 milioni di RMB, proporzionale alla sottoscrizione di Zhang all'aumento di capitale di Nubia nel dicembre 2015.
Nel 2019 è stato classificato come il più grande rivenditore omnicanale della Cina e come il marchio di vendita al dettaglio più prezioso in Cina dal World Brand Lab, con un valore totale del marchio di 39,093 miliardi di dollari statunitensi e un reddito operativo di oltre 37 miliardi.
Secondo quanto riportato dalla rivista statunitense Fortune nel 2019, ha un fatturato di 37 032,20 miliardi di dollari, e può contare su 130 455 dipendenti.
Al 30 settembre 2019 il numero di membri registrati della piattaforma di vendita al dettaglio di Suning.com ha raggiunto i 470 milioni di utenti.

### L'acquisizione di Carrefour China
Nel febbraio 2019, Suning annuncia di aver acquistato la proprietà di 37 grandi magazzini del Wanda Department Store, un'operazione finanziaria da 1,18 miliardi di dollari statunitensi, affermando che utilizzerà il proprio framework di cloud computing per creare un'esperienza di vendita al dettaglio più fluida per i clienti dei grandi magazzini Wanda e concentrarsi maggiormente sulla qualità dei prodotti e dei servizi offerti.
Nel giugno 2019 Carrefour ha annunciato la vendita di una quota dell'80% delle sue operazioni in Cina, comprendente 210 ipermercati e 24 minimarket in 51 città cinesi e 3,1 miliardi di vendite, a Suning.com per 620 milioni di euro.
A novembre 2019 Suning.com ha dichiarato di essersi concentrata sul portare in Cina prodotti eleganti, di alta qualità per la casa, la moda e lo stile da tutto il mondo per soddisfare la nuova generazione di consumatori cinesi. Durante il China International Import Expo (CIIE) ha firmato accordi con 16 marchi stranieri, tra cui una serie di marchi italiani come il produttore di elettrodomestici De'Longhi, il marchio di cura della pelle Perlier e il produttore di cosmetici Bolton Group. Altri includono la multinazionale francese Danone, la società di orologi americana Timex, la seconda più grande azienda di trasformazione alimentare in Brasile, Marfrig Global Foods e la società sudcoreana NUC Electronics.
Sempre nel novembre 2019 ha svolto una mostra evento al Bellagio Shanghai Hotel durante il Salone del Mobile di Shanghai per rappresentare l'Italian Lifestyle ai consumatori cinesi con marchi storici del vino come Sassicaia e Biondi Santi e dell'arredo come Sicis e Savio Firmino.
Nel 2019 Suning Holdings Group ha pubblicato i dati del festival dello shopping di Single's Day per Suning, che mostrava che gli ordini di acquisto erano aumentati del 76%, un nuovo record. Secondo i dati, l'11 novembre 2019 oltre 13.000 negozi fisici hanno preso parte al festival dello shopping, con Suning Plaza e Suning.com Plaza con 10 milioni di visite presso i negozi. Come nuovo membro della famiglia Suning, 210 negozi Carrefour China hanno realizzato ricavi per 3,12 miliardi di RMB (circa 410 milioni di €), con un incremento del 43%, gli ordini online hanno superato 2,04 milioni. Durante la promozione del Single's Day, Suning.com ha attratto oltre 500 tra i migliori marchi globali e 1 milione di nuovi clienti VIP.
Gli ordini online di elettrodomestici e smartphone 5G sono aumentati del 79% e del 459%. Anche Suning Finance ha registrato una crescita eccezionale con ordini in crescita del 139% e transazioni rateali aumentate del 498%. Il volume delle vendite da Suning.com Retail Cloud Store, che si concentra principalmente sulle città di livello 4 e di livello 6 in Cina, è aumentato del 1032,9% rispetto all'anno precedente, dimostrando una forte crescita del mercato.
Nell'aprile 2020 lancia il suo primo Smart Retail Experience Center nel settore retail intelligente, aperto presso l'area commerciale del "Suning.com Plaza" di Nanchino.  Il nuovo centro mira a fornire ai consumatori un'esperienza di stile di vita intelligente, che è anche un punto di riferimento per lo sviluppo strategico della vendita al dettaglio di Suning. Dalla sua apertura nel dicembre 1999, il flagship store di Suning.com, è un punto vendita pensato per comunicare il marchio, lo stile e i valori aziendali in maniera più accattivante e tangibile, ha accumulato più di 2 milioni di membri in 20 anni mentre ha assistito alla trasformazione e allo sviluppo del settore della vendita al dettaglio di elettrodomestici in Cina. Lo showroom utilizza uno scenario di design altamente tecnologico che copre un'area totale di 400 metri quadrati ed è composto da 3 LED a formare uno schermo interattivo a forma di L e 3 schermi finestra trasparenti. Si occupa principalmente della cerimonia di lancio del partner principale di Suning, degli spettacoli di alto livello e delle principali attività di pubbliche relazioni. Nell'agosto 2020 viene classificata al 324º posto dell’annuale classifica Fortune Global 500, con un fatturato pari a 43,16 miliardi di dollari, profitti per 1,424 miliardi, asset per 34 miliardi e un valore di mercato pari a 13,7 miliardi.
Al 31 dicembre 2020 il fatturato annuale è di 252,296 miliardi di yuan (32,32 miliardi di €), una perdita di circa 17 miliardi di yuan (1,54 miliardi di euro) rispetto al 31 dicembre 2019, e una perdita dei profitti di -4,25 miliardi di yuan (oltre 500 milioni di euro)  contro il +9,843 miliardi di yuan (1,28 miliardi di euro) del 2019. La causa della perdita è dovuta in parte alla Pandemia di COVID-19 e al crollo finanziario di Evergrande Group, dove Suning aveva investito un ingente finanziamento verso la società immobiliare per acquisire azioni in Hengda Real Estate Group, una consociata di "China Evergrande Group", la società aveva il diritto di riavere il loro finanziamento tuttavia, ha deciso di non forzare il rimborso di 20 miliardi di yuan (oltre 2,5 miliardi di euro) da Evergrande nonostante i crescenti problemi finanziari di Suning.

### L'ingresso di investitori
Nel febbraio 2021 Suning comunica di aver venduto il 23% del capitale a investitori statali. Shenzhen International Holdings Ltd (Shenzhen International Holdings), che è principalmente impegnata nella logistica e nelle strade a pedaggio, ha acquisito l'8% della partecipazione di Suning, mentre Kunpeng Equity Investment Management Co., Ltd. (Kunpeng Capital) con sede a Shenzhen, sotto il governo popolare di Shenzhen, ha acquistato il 15% della sua partecipazione. Complessivamente sono state vendute 2,141 miliardi di azioni con un prezzo specifico pari a 6,92 yuan ad azione, per un totale di circa 14,8 miliardi di yuan (1,90 miliardi di euro). Zhang Jindong, fondatore di Suning, rimane il maggiore azionista del gruppo con il 21,84% delle azioni, di cui il 15,72% personalmente, lo 0,66% attraverso Suning Holdings Group e il 5,45% attraverso Suning Appliance Group. Suning.com ha comunicato che i ricavi delle vendite dell'azienda hanno raggiunto 416,315 miliardi di yuan (53,34 miliardi di euro) nel 2020, con circa il 70% delle vendite avvenute tramite il commercio elettronico. Suning.com è classificata al 9º posto nella lista tra le 15 società di e-commerce in più rapida crescita nel 2020 secondo un rapporto pubblicato dal sito web di finanza internazionale "Insider Monkey".
Suning.com ha reso noto il suo rapporto per il primo trimestre del 2021. Suning.com ha raggiunto un utile operativo di 54,05 miliardi di yuan (circa 7 miliardi di euro) e l'utile netto attribuibile agli azionisti delle società quotate ha raggiunto 456 milioni di yuan (oltre 58 milioni di euro). Il Retail Cloud ha continuato a svilupparsi nel primo trimestre, con 584 nuovi negozi aperti e la scala delle vendite è aumentata del 69% su base annua.
Il 5 luglio 2021 viene annunciato che la società ha raggiunto un accordo con un gruppo di investitori, sia privati che funzionari governativi. L'operazione in questione ha visto il nuovo fondo "New Retail Innovation Fund Phase II", del valore di 8,83 miliardi di yuan (1,14 miliardi di euro), guidato dal comitato statale di gestione patrimoniale di Nanchino e dal governo della provincia dello Jiangsu, acquisire il 16,96% delle quote della società. Con questa operazione finanziaria, le quote societarie in Suning.com di Zhang Jindong passano al 17,62%, di Suning Holdings Group al 2,73% e la partecipazione di Suning Appliance Group all’1,39%. Il fondo include investitori di aziende multinazionali cinesi come Alibaba Group (già azionista nell'azienda con il 19,99%), Haier, Midea Group, TCL Corporation e Xiaomi.
Negli stessi giorni Zhang Jindong si dimette da membro del comitato strategico del CdA di Suning.com, restando solo come presidente onorario e indicando come amministratore delegato indipendente il figlio Steven.
Attraverso una nota ufficiale pubblicata il 29 luglio 2021, Suning.com ha annunciato la nuova composizione del consiglio di amministrazione della società. Il nuovo chairman è Huang Mingduan, ex amministratore delegato di "Sun Art Retail Group", una catena di supermercati di proprietà di Alibaba Group, mentre Ren Jun ricopre la carica di direttore generale e presidente della società. Alibaba è la società guidata da Jack Ma e che, nell'ambito del "New New Retail Fund", ha acquistato azioni della controllata Suning all'inizio di luglio. Anche Steven Zhang, presidente di Suning International, presidente dell'Inter, vicepresidente di Suning Holdings Group e figlio del numero uno di Suning, Zhang Jindong, è stato nominato nel consiglio di amministrazione, insieme a Huang Mingduan, Xian Handi e Cao Qun, in qualità di amministratore non indipendente del settimo consiglio di amministrazione della società. Il 30 luglio la società ha pubblicato i risultati per la prima metà del 2021. I ricavi operativi totali per il semestre sono stati di 93,657 miliardi di yuan. I profitti attribuibili agli azionisti ammontano ad un passivo 3,19 miliardi di yuan.

### Nuovi sviluppi
Nell'aprile 2023 a Nanchino Suning.com e Beko hanno annunciato un aggiornamento della loro partnership e una cooperazione strategica triennale da 10 miliardi di yuan.

## Quartier Generale

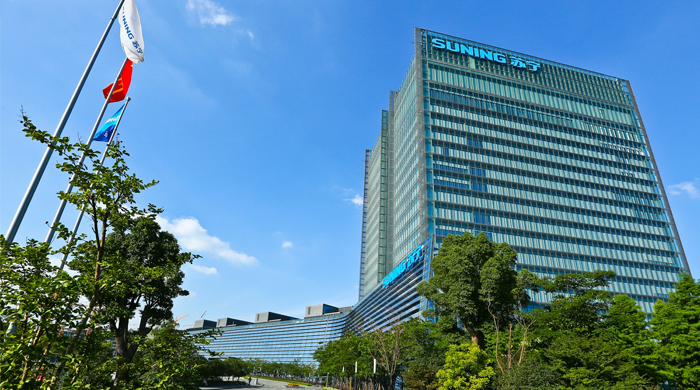
Nanchino, quartier generale di Suning.

La sede centrale di Suning, conosciuta anche come Suning HQ, si trova nella provincia della Repubblica Popolare Cinese dello Jiangsu, distretto di Suning Avenue Xuanwu a Nanchino, in Cina. Composto da una serie di edifici per un totale di 600.000 metri quadri, dove ogni giorno lavorano 30.000 dei circa 300.000 dipendenti che Suning Holdings Group ha nel mondo e comprende il campus aziendale di Suning.com. Il campus ospita 80.000 metri quadrati di uffici, un centro congressi, uno studio cinematografico, un data center e una sala espositiva che può ospitare fino a 5.000 persone in totale. Tutto questo è completato dalla piazza centrale intorno alla quale si avvolge l'edificio. L'apertura dell'edificio verso lo spazio aperto esistente che lo collega con la sede centrale di Suning. Gli edifici del Quartier Generale Suning sono stati progettati dalla NBBJ che negli Stati Uniti ha realizzato le sedi di Google e della Apple.

## Logistica intelligente
La logistica di "Suning.com" è una delle principali società di logistica al dettaglio in Cina, con una rete di consegna che copre 351 città, 2858 distretti e contee in Cina, può contare su oltre 100.000 camionisti che lavorano per l'azienda. Ha 5 magazzini solo per le consegne regolari nella Cina orientale. Il magazzino automatico di Nanchino copre più di 200.000 mq, inoltre l'area totale della struttura di deposito copre 9,64 milioni di metri quadrati. Le dimensioni delle strutture giustificano la posizione di numero uno nel settore della vendita al dettaglio cinese. Insieme alle dimensioni, si aggiunge la tecnologia intelligente usata da Suning. Nel corso degli anni le piattaforme di e-commerce hanno rivoluzionato il modo in cui i consumatori acquistano, l'e-commerce ha persone di ordinare un prodotto comodamente da casa e in tempi rapidi con consegna a domicilio. A oggi, con l'APP Suning, può contare su oltre 600 milioni di utenti registrati.
Suning ha incorporato un sistema intelligente nelle sue attività, la loro struttura logistica all'avanguardia. L'intero centro logistico di Nanchino è suddiviso in varie parti destinate a svolgere una serie di servizi. Anche lo stoccaggio delle merci nel centro è suddiviso in vari segmenti che separano i prodotti in base alla tipologia e alla dimensione. Utilizza le tecnologie Schaefer nel proprio centro logistico intelligente. il sistema ASRS sviluppato da Schaefer automation system, un marchio tedesco di tecnologia di automazione nel settore dello stoccaggio, si espande al sistema di archiviazione e recupero automatizzato. Il centro logistico intelligente è quasi completamente automatizzato con un minore intervento umano che rende il processo di stoccaggio e il processo di recupero per la consegna estremamente facile, veloce e affidabile. La sala di monitoraggio del sistema ha un enorme schermo con circa 20 persone che lavorano per mantenere l'intero processo più fluido e rapido. Nella sala ha i feed delle molteplici telecamere cctv posizionate in tutto il negozio, nonché i feed dai vari sistemi ASRS e i feed manuali dei lavoratori per un approccio olistico all'intera logistica. I lavoratori separano i prodotti dopo averli ricevuti dai fornitori, immagazzinandoli nelle pile e nei pallet piccoli, medi e grandi. I lavoratori devono scansionare il codice RFID e poi va per l'imballaggio finale prima che possa essere consegnato ai clienti. Il punto che deve essere evidenziato è la velocità del processo perché così tanti passaggi sono coperti in rapidità. Suning ha una consegna dei prodotti, acquistati dall'utente, entro le dodici ore dal momento dell'ordine.

### Distribuzione automatizzata
Durante la Pandemia di COVID-19, logistica e distribuzione sono cresciute sensibilmente sotto la catalisi della "regola di auto-isolamento". Secondo i dati di consumo su vasta scala nella prevenzione dell'epidemia pubblicati da Suning, il volume degli ordini in Cina per i Suning Convenience Stores è aumentato del 419,6% anno su anno, e il volume di "ordina online e ritira in negozio" del Food Market è salito di oltre il 655%.Nell'epidemia, ogni immobile residenziale ha esercitato un certo livello di "blocco", e la tradizionale "distribuzione senza contatto" non può soddisfare la situazione attuale. I vantaggi della tecnologia senza personale sono rilevanti, tali da poter migliorare l'efficienza del trasferimento tra i magazzini logistici e i consumatori. Di conseguenza, la logistica senza operatore può accelerare il suo sviluppo anche dopo l'epidemia.
La logistica automatizzata senza operatore descrive il suo processo operativo da quando i pacchi partono dal magazzino senza personale, vengono trasportati rapidamente via terra al centro di distribuzione con un camion senza conducente, poi nell'ultimo miglio sono consegnati a destinazione da un carrello automatico o drone. Nel 2018, Suning aveva completato la effettiva verifica del suo camion senza conducente "Xinglong One". Tecnicamente, "Xinglong-1" utilizza la tecnologia di intelligenza artificiale avanzata che assiste i radar, le mappe di alta precisione, videocamere e sensori, e può accuratamente identificare gli ostacoli fino a 300 metri di distanza in scenari di alta velocità. Inoltre, può anche controllare il veicolo per le fermate di emergenza o aggirare gli ostacoli con una velocità di risposta di 25ms, e la velocità più alta di guida automatica sicura può raggiungere gli 80km orari.
Durante l'epidemia, Suning Logistics ha lanciato il "servizio di distribuzione senza contatto" con veicoli senza conducente 5G. In collaborazione con "Suning Convenience Store", "Suning Logistics" ha messo in piedi rapidamente un team di consegna senza personale che garantisce il servizio di consegna istantanea nel raggio di 3 km, riducendo ulteriormente il rischio di infezione tra consumatore e corriere, realizzando efficacemente la "regola di auto-isolamento".
Nel 2018 Suning, utilizzava robot per le consegne autonomo, che trasporta gli elementi essenziali quotidiani come bevande, frutta e snack dal negozio locale ai residenti.
Il nuovo robot di consegna senza operatore denominato "BIU", può pianificare autonomamente il percorso ed evitare gli ostacoli, consegnare al cliente e ritornare in servizio. La modalità di cooperazione di "consegna con corriere + consegna con robot alla comunità" apre gli ultimi 100 metri di distribuzione alla comunità durante l'epidemia, assicurando la sicurezza e la salute degli utenti ed un'esperienza di servizio a domicilio di alta qualità.

## Settore mobilità e trasporti
La società Suning.com, oltre al settore della vendita al dettaglio di elettrodomestici e prodotti elettronici, è attiva nel settore automobilistico, imbarcazioni di lusso e aeromobili di molte categorie, dai jet d'affari a elicotteri civili.
Oltre ai vari marchi nazionali cinesi come Chery Automobile, Dongfeng Motor Corporation e Baojun, nel comparto vendita automobilistico di Suning vi sono marchi europei (Volkswagen, Škoda, Audi, BMW, Mercedes-Benz, Peugeot e Citroën), americani (Cadillac, Buick, Chevrolet e Lincoln) e giapponesi e coreani (Mazda, Nissan, Mitsubishi e Toyota).

### Mobilità elettrica
Suning nel corso degli anni ha sempre investito sulla elettrificazione delle auto; finanziamenti a favore della casa automobilistica cinese Byton, ha stipulato accordi con il colosso cinese NIO. Nei "Suning Plaza Auto", in accordo con il marchio Baojun, sono in vendita la Baojun E100 è una microcar elettrica a due posti, con due porte e un portello nella parte posteriore, e un design simile a un'auto elettrica Smart ed è il primo veicolo della serie di microcar elettriche di Baojun, poi c'è la versione "E200" e la "E300".

## Investimenti nello sport
Nel gennaio 2016 Suning Appliance Group, una delle società che detengono partecipazioni in Suning.com, ha completato l'acquisto dello Jiangsu, cambiandone la denominazione in Jiangsu Suning.
Nel giugno dello stesso anno Zhang Jindong, attraverso Suning Holdings Group, ha rilevato il 68,55% delle quote dell'Inter, diventandone l'azionista di maggioranza.

### Sport elettronici
Il 28 dicembre 2016 la squadra di e-sport di League of Legends, il campionato di primo livello per il gioco in Cina, "T.Bear Gaming", all'epoca in competizione nella LSPL (lega secondaria cinese), è stata acquisita dalla organizzazione di proprietà dell'e-commerce di Suning.com e ribattezzata "Suning Gaming". Dopo il rebranding, la squadra si è qualificata per la League of Legends Pro League vincendo le finali di primavera 2017 LSPL.
Il 31 ottobre 2020, Suning E-Sports Club ha raggiunto il secondo posto nelle finali globali della stagione 2020 di League of Legends.

### Sponsorizzazioni
Nel 2014 Suning.com ha sponsorizzato il club spagnolo del Barcellona. 
Il marchio Suning.com compare sulle maglie e su tutto il kit di allenamento dell'Inter, per una cifra pari a 16,5 milioni di euro a stagione.

## Assistenza sociale
La filosofia del welfare pubblico di Suning è "Radicare la società e far crescere le imprese".
L'azione volontaria per l'assistente sociale Suning "1 + 1 Sunshine Walk" invita i dipendenti di Suning ad assumersi la responsabilità sociale volontaria. Almeno un giorno all'anno viene utilizzato per attività di volontariato sociale e almeno un giorno di stipendio viene donato ogni anno per donazioni di assistenza pubblica.
Oltre a donare in beneficenza, Suning ha anche avviato la "Suning Nesting Action" per costruire edifici scolastici in zone povere; il "Suning Xiqiao Project" per aiutare a riparare le riparazioni in aree remote per risolvere le difficoltà di viaggio e finanziare l'educazione rurale "Suning Sunny Dream". Inoltre, Suning Appliance sponsorizza ogni anno attività di piantagione di alberi in varie regioni della Cina.
Il 26 dicembre 2013, seguendo la tradizione di celebrare il benessere pubblico, Suning ha effettuato donazioni di beneficenza, tra cui la donazione di 36,95 milioni di yuan.
Nell'agosto 2016, Suning, da poco divenuta azionista di maggioranza dell'Inter, ha donato 200 000 euro per aiutare le popolazioni colpite dal terremoto nel centro Italia.
Nel gennaio 2020, con la propagazione del COVID-19, Suning Holdings Group si è mobilitata attraverso le divisioni di Suning International e Suning Logistics, ha prestato supporto ai soccorsi sin dall'inizio dell'emergenza, con servizi di spedizione gratuiti e donazioni di prodotti importati dall'estero a ospedali e istituzioni locali.
Il presidente Steven Zhang, il club dell'Inter e Suning hanno donato 300.000 maschere a Wuhan (Cina) e all’ospedale di Hubei, per sostenere la lotta contro la pandemia di COVID-19.
Il 25 febbraio 2021 Suning Group, ha ricevuto per la sesta volta il China Charity Award, il più alto riconoscimento in questo campo, per la prosecuzione dei suoi sforzi nella lotta contro la povertà. Suning ha donato più di 2,3 miliardi di RMB (circa 300 milioni di euro) per la riduzione mirata della povertà e la rivitalizzazione rurale, con 850 milioni di RMB (oltre 110 milioni di euro) destinati a iniziative speciali. Suning ha donato fondi e attrezzature a 388 contee impoverite in oltre 20 province, tra cui Yunnan, Sichuan, Guizhou, Xinjiang e Shaanxi. L'azienda ha costruito 170 ponti Suning, 160 Dream Center Suning, 73 edifici scolastici Suning, 20 strade e innumerevoli altri progetti di interesse pubblico. Inoltre, il suo programma di beneficenza per il calcio copre oltre 300 scuole, mentre il progetto Dream Caravan-Suning per portare l'istruzione agli studenti di tutto il Paese ha già raggiunto 60 scuole, con l'avvio di decine di corsi educativi. Ha aperto oltre 7.000 negozi di commercio elettronico e creato canali per aiutare gli agricoltori a vendere i loro prodotti su padiglioni digitali. Le vendite complessive hanno superato i 14 miliardi di RMB (oltre 1,8 miliardi di euro), destinati a oltre 10.000 villaggi colpiti dalla povertà e portando aiuto a oltre 500.000 famiglie. L'azienda ha anche lanciato 116 centri di formazione per la riduzione della povertà in 111 contee duramente colpite, dando lavoro a oltre 6.000 persone.

## Acquisizioni e partecipazioni
| Numero | Data di acquisizione | Azienda                | Attività commerciale   | Nazione              | Prezzo          | Ref(s).       |
| ------ | -------------------- | ---------------------- | ---------------------- | -------------------- | --------------- | ------------- |
| 1      | Giugno 2009          | Laox                   | Duty-free shop         | Giappone (bandiera)  | $ 121.000.000   | [ 83 ] [ 84 ] |
| 2      | Dicembre 2009        | Citicall               | Elettronica di consumo | Hong Kong (bandiera) | $ 215.000.000   | [ 85 ]        |
| 3      | Settembre 2012       | Redbaby                | E-commerce             | Cina (bandiera)      | $ 66.000.000    | [ 86 ]        |
| 4      | Ottobre 2013         | PPTV                   | Streaming              | Cina (bandiera)      | $ 250.000.000   | [ 87 ]        |
| 5      | Gennaio 2014         | Manzuo.com             | E-commerce             | Cina (bandiera)      | $ 10.000.000    | [ 88 ]        |
| 6      | Dicembre 2014        | Allyes                 | Marketing              | Cina (bandiera)      | $ 15.000.000    | [ 89 ]        |
| 7      | Aprile 2016          | Nubia Technology       | Smartphone             | Cina (bandiera)      | $ 276.077.148   | [ 90 ]        |
| 8      | Giugno 2016          | Taobao                 | E-commerce             | Cina (bandiera)      | $ 2.300.000.000 | [ 91 ]        |
| 9      | Agosto 2017          | China Unicom           | Telecomunicazione      | Cina (bandiera)      | $ 572.522.570   | [ 92 ] [ 93 ] |
| 10     | Giugno 2019          | Carrefour China        | GDO                    | Cina (bandiera)      | $ 842.131.350   | [ 94 ]        |
| 11     | Febbraio 2019        | Wanda Department Store | GDO                    | Cina (bandiera)      | $ 1.180.371.389 | [ 26 ]        |

### Affiliati
- Suning Holdings Group — è una holding con interessi nel commercio (Suning.com), nelle comunicazioni e nell'intrattenimento (Suning Culture Investment, China International Broadcasting Network, PPTV), nello sport (Suning Sports, Internazionale Milano), nell'elettronica (Suning Rundong, Nubia Technology) e Finanza (Suning Financial Holding and Investment, Suning Financial Services).
- Suning Appliance Group — è una holding con interessi nel commercio (Suning.com) e nel settore immobiliare (Suning Real Estate, Hengda Real Estate).
- Suning Retail Cloud — è una rete di negozi di piccoli elettrodomestici, elettronica e mobili per la casa.
- Suning.Com Stores — è una catena di grandi elettrodomestici e negozi di elettronica.
- Laox — è una catena di negozi di elettronica e duty-free in Giappone (quota del 41,85% in Suning).
- Citiall — è una catena di negozi di elettronica a Hong Kong.
- Carrefour China — è una catena di ipermercati, supermercati e minimarket (80% di quote da Suning, 20% da Carrefour).
- Suning Tesco Sales — è una catena di supermercati Tesco.
- Suning Xiaodian — è una catena di minimarket e piccoli ristoranti.
- RedBaby — è una catena di negozi di articoli per bambini.
- Suning Plaza — è una catena di centri commerciali e di intrattenimento.
- Suning Department Store — è una catena di grandi magazzini.
- Suning Auto — è una rete di concessionarie di automobili.
- Suning Logistics — è un operatore di magazzino, autotrasporto e consegna pacchi.
- Suning Express — è un servizio di consegna tramite corriere.
- TTK Express — è un servizio di consegna tramite corriere.
- Suning Real Estate — è l'operatore immobiliare (uffici, immobili residenziali, alberghieri e retail del gruppo).
- Suning Bank — servizi bancari online.[95]
- Suning Consumer Finance — prestiti al consumo.
- Suning Electronic Information Technology — tecnologia dell'informazione.
- Yunwang Wandian — è un servizio di e-commerce e vendita al dettaglio online. Yunwang Wandian è una consociata di maggioranza di Suning.com che detiene il 70% delle azioni.
- PPTV — è un servizio di video hosting e streaming video (quota del 44% in Suning).
- Nubia Technology — è un produttore di smartphone.
- TCL Corporation — è un produttore di elettrodomestici, elettronica e smartphone (quota del 25% in Suning).

### Partenariato
Nel corso degli oltre 3 decenni di attività, Suning ha stretto diversi rapporti di partenariato con le più grandi aziende e multinazionali asiatiche ed europee. Di spicco le sinergie con Alibaba Group, che è anche azionista in Suning.Com, per il commercio elettronico, parteniship di rilevanza sono state strette con:
- Accor[96]
- Apple[97]
- Beko[98]
- BMW[99]
- Bolton Group[31]
- Xiaomi[100]
- Buick[99]
- D.A.T.E.[101]
- Danone[31]
- De'Longhi[31]
- Evergrande Group[102]
- Haier[103]
- Hisense[104]
- Huawei[105]
- Intersport[106]
- Italian Trade Agency[107][108]
- Perlier[31]
- Lenovo[109]
- Marfrig Global Foods[31]
- Maserati[99]
- Midea Group[110]
- NIO[111]
- NUC Electronics[31]
- Rakuten[112]
- Riello[113]
- Samsung[114]
- SAP[115]
- Timex Group USA[31]
- Wanda Group[116]

## Azionisti
Secondo il sito web MarketScreener.com le quote azionarie della società sono così suddivise:
| Azionista                                            | Quota   |
| ---------------------------------------------------- | ------- |
| Jiangsu High Investment Property Management Co. Ltd. | (27,2%) |
| Alibaba Group                                        | (24,2%) |
| Zhang Jindong                                        | (4,01%) |
| Li Song Qiang                                        | (3,65%) |
| Suning.com Co., Ltd.                                 | (2,41%) |
| Suning Appliance Group                               | (1,68%) |
| Jin Ming                                             | (1,62%) |
| Suning.com Co. Ltd. ESOP                             | (1,14%) |
| China Investment Corp.                               | (0,95%) |
| Chen Jinfeng                                         | (0,95%) |

## Dati finanziari
I dati finanziari riportati sul sito web MarketScreener.com:
| dati finanziari annuali               | 2015  | 2016  | 2017  | 2018   | 2019  | 2020   | 2021    | 2022    |
| ------------------------------------- | ----- | ----- | ----- | ------ | ----- | ------ | ------- | ------- |
| Fatturato (in miliardi di yuan)       | 134,9 | 148,0 | 187,9 | 245,0  | 269,2 | 252,3  | 138,9   | 71,4    |
| Fatturato (in miliardi di €)          | 17,28 | 18,96 | 24,07 | 31,39  | 34,49 | 33,00  | 20,01   | 9,4     |
| Risultato Netto (in miliardi di yuan) | -     | -     | 4,212 | 13,328 | 9,843 | -4,274 | -43,265 | -16,220 |
| Risultato Netto (in miliardi di €)    | -     | -     | 0,54  | 1,71   | 1,26  | -0,55  | -5,71   | -2,14   |

## Presidenti
- En Long Hou  — (2017 - 2021)
- Ren Jun  — (2021 - in carica)

## Consiglio di amministrazione
I membri del consiglio di amministrazione sono riportati sul sito web MarketScreener.com:
Dirigenti
- Bin Zhou -	Direttore finanziario
- Ren Jun -Presidente
- Jie Liu - Relazione con gli investitori
- Wei Huang - Segretario

Amministratori
- Zhang Jindong - Direttore/membro del consiglio
- Sun Wei Min - 	Presidente
- Ren Jun - 	Presidente
- Wang Xiao Ling - Direttore/membro del consiglio
- Chen Zhi Bin - Direttore/membro del consiglio
- Jia Hong Gang - Direttore/membro del consiglio
- Guan Cheng Hua - Direttore/membro del consiglio
- Hu Su Di - Direttore/membro del consiglio
- Zhang Kangyang - Direttore/membro del consiglio
- Yang Bo - Direttore/membro del consiglio